# Microsoft SharePoint
A Microsoft SharePoint egy a Microsoft által a csoportmunka támogatására, fájlok megosztására 
és weboldalak közzétételére kifejlesztett szoftvercsalád, amely szorosan integrált a Microsoft Office program csomaggal, ám annak megléte nem előfeltétele a használatának. A következő termékeket foglalja magában: Microsoft SharePoint Server, Microsoft SharePoint Foundation, Microsoft Search Server, Microsoft SharePoint Designer és a Microsoft SharePoint Workspace.

## A SharePoint architektúrája
A rendszernek három fő összetevője van: 
- A Web Front End szerepkör, amely feldolgozza a szervernek küldött HTTP kéréseket;
- Egy alkalmazási réteg, amely olyan funkciókat biztosít, mint a Keresés vagy az Excel Services;
- Egy dedikált Microsoft SQL Server az adatok tárolására.

A Microsoft a SharePointot nem egy teljes fájl kiszolgáló kiváltására, ill. egy  konkrét feladat megoldására szánja. Ehelyett egy üzleti környezetben különböző szerepkörök betöltésére pozicionálja. Míg a SharePoint-felhasználók többféleképpen  hozzáférhetnek a SharePoint szolgáltatásaihoz, az elsődleges felhasználói felület egy böngészőn keresztül elérhető web-alkalmazás. A SharePoint legtöbb funkciója támogatott minden jelentősebb asztali böngészőben - néhány képesség azonban csak az Internet Explorer 8 32 bites verziójában érhető el. Megemlítendő, hogy az Internet Explorer 6 nem támogatott.
SharePoint elérhető a következő szolgáltatások, programok segítségével is: egy Windows-alapú szinkronizált kliens, a Windows 7 Federated Search szolgáltatása, a WebDAV "Internet mappák" (azaz pl. Windows Intézőn keresztül), a Microsoft Outlook, a Microsoft Office 2010 és a más külső alkalmazások. Lehetőség van a vállalati biztonsági korlátozások elemi szintű alkalmazására, 
amely lehetővé teszi a SharePoint-webhelyek internet felőli, intranet felőli, vagy mindkét oldali elérhetőségének engedélyezését. 

### A SharePoint webhelyek szerkezete
A SharePoint-webhelyek funkcionálisan ASP.NET 2.0 webes alkalmazások, melyeket az IIS használatával publikálunk, back end-ként az SQL Server adatbázist használva az adatok tárolására. Minden webhely tartalom adatai, mint például a dokumentumtárak és listák, egy SQL-adatbázisban vannak tárolva, melynek a neve alapértelmezés szerint „WSS_Content_ [azonosító]".
A rendszerre épülő megoldások egy portálon belül ún. webhelyek egymásba ágyazásával jönnek létre. A fő portálról webhelyek nyithatók, melyekben további webhelyek hierarchikus rendje alakítható ki.
Minden webhely esetén igaz, hogy önálló egységet alkot, saját nyitó lappal rendelkezik, melyen a webhely tartalmából különböző típusú kijelzők (webpart) jeleníthetőek meg. A kijelző a moduloknak, szolgáltatásoknak az a megjelenési formája, mely egy meghatározott méretű felületet tölt ki (box) a képernyő valamely részén. A felhasználó megfelelő jogosultsági beállítások esetén a kijelzőket képes testre szabni.
Korlátozott jogosultság esetén ez csak a kijelzők bezárását, kinyitását és áthelyezését jelenti.
A megfelelő jogosultságokkal a kijelző egyéb beállításai is elérhetővé válnak, így annak viselkedése, megjelenése vagy akár tartalma is testreszabható.
A rendszer a felhasználó beállításait megőrzi.
Egy-egy webhely kijelzőkészletét a rendszer adminisztrátora szabályozza. Minden webhelyhez rendelhető tetszőleges számú modul. Speciális dokumentumtárként jelenik meg a szöveges tartalmakat kezelő tár, mely alkalmas szerkesztett tartalmak megjelenítésére. A modulok a webhely menüjében jelennek meg, vagy kijelzőként, amennyiben ezt a rendszer adminisztrátora beállította.

## Microsoft SharePoint Foundation
A Microsoft SharePoint Foundation (korábbi nevén Windows SharePoint Services ) egy web portált, és az ehhez kapcsolódó leggyakrabban szükséges szolgáltatásokat biztosító ingyenes bővítmény a Microsoft Windows Server 2003 és 2008 számára. Azt fontos azonban megjegyezni, hogy magának a Windows Servernek a használata nem ingyenes, így a SharePoint Foundation jogtiszta használatához a Windows Server licenc mellett a szerver eléréséhez szükséges ún. ügyfél-hozzáférési licencekkel (Client Access License) is rendelkeznünk kell.
A Microsoft voltaképpen kereskedelmi SharePoint technológiájának magját, azaz alapvető részét tette ingyenesen használhatóvá Microsoft SharePoint Foundation (korábban Windows SharePoint Services) néven. A kereskedelmi kiadások így kvázi az ingyenes kiadásokra épülnek, plusz funkciókkal kibővítve azokat. Konkrétan az MSF2010 adja a Microsoft Sharepoint Server 2010 alapját, a WSS 3 adta a Microsoft Office SharePoint Server 2007 (MOSS) alapját, míg a WSS 2 alkotta a Office SharePoint Portal Server 2003 alatti keretrendszert.
A portál funkcionalitáson kívül a MSF telepítésével a kiszolgálón elérhetővé válik a Microsoft SharePoint technológia alapjait adó teljes objektum modell és az API-k. Ez magában foglalja a weblapokba ágyazható kijelzők gyűjteményét – ilyenek például a dokumentum-munkaterületek, listák, értesítések, naptárak, névjegyalbumok, vitafórumok és wikik –, melyek segítségével SharePoint funkcionalitással ruházható fel egy egyéni webhely.

## Microsoft SharePoint Server
A Microsoft SharePoint Server a Microsoft vállalati portál technológiájának  kereskedelmi kiadása, mely lényegében a SharePoint Foundation alapszolgáltatásait kibővítve számos nagyvállalati funkcióval egy teljes funkcionalitású portál technológiát tesz elérhetővé a felhasználók számára. Csak Microsoft Windows Server operációs rendszeren futtatható, és működéséhez szükség van az ASP .NET keretrendszer telepítésére. Két változata elérhető, a Microsoft SharePoint Server 2010 Standard, és Microsoft SharePoint Server 2010  Enterprise.
A használathoz szükség van a megfelelő licencek megvásárlására. Két licenc modell érhető el, egy belső használatra és egy külső használatra. A belső használat alatt azt kell érteni, hogy csak a vállalat alkalmazottai férnek hozzá a portálunkhoz. Ekkor megfelelő számú SharePoint 2010 ügyfél-hozzáférési licencet (Client Access License) kell vásárolnunk. A külső használat esetén bárki számára biztosítjuk a hozzáférést portálunk publikus részéhez. Ebben az esetben ún. SharePoint 2010 for Internet Sites licencet kell vásárolnunk.

## Microsoft Search Server
A Microsoft Search Server egy vállalati keresési platform, amely a Microsoft SharePoint Server keresési lehetőségeire épít. Az MSS architekturálisan közös alapokon nyugszik a Windows Search platformmal a lekérdező motor (querying engine), és az indexelő (indexer) erejéig. Lehetőség van a dokumentumokhoz csatolt metaadatokban való keresésre. A Microsoft 2008 márciusában tette elérhetővé a Search Servert Search Server 2008 néven. Search Server 2008 Express néven egy ingyenes verzió is elérhető. Az Express kiadás szolgáltatásai nem különböznek a kereskedelmi változatétól, beleértve az indexelhető fájlok korlátlan számát is. Azonban a kereskedelmi verzióval ellentétben csak önállóan (stand-alone)  telepíthető, azaz nem fürtözhető. Különböző beépülő modulok (pluginek) segítségével külső fájltípusok is indexelhetők, mint pl. az Adobe PDF-fájlok. 

## Microsoft SharePoint Designer
A Microsoft SharePoint Designer egy specializált weblapszerkesztő SharePoint-webhelyek és végfelhasználói munkafolyamatok (workflow-k) létrehozásához a SharePoint Server és a SharePoint Foundation webhelyek számára. Segítségével a fejlesztők a .NET-keretrendszerben való kódolás nélkül végezhetnek műveleteket akár a SharePoint, akár külső forrás (például a Microsoft SQL Server) adatain. Bár a SharePoint Designer 2010 – azaz a jelenlegi verzió – a Microsoft Office SharePoint Designer 2007 utódja, a két verzió mégsem kompatibilis egymással.

## Microsoft SharePoint Workspace
A Microsoft SharePoint Workspace, (korábbi nevén Microsoft Office Groove) egy számítógépes alkalmazás, melyet a dokumentumokkal kapcsolatos csoportmunka támogatására terveztek olyan csoportok számára, melyek tagjai gyakran dolgoznak a dokumentumokon hálózati kapcsolat nélküli közegben, vagy nem azonos hálózati biztonsági jogosítványokkal rendelkeznek.
A Workspace felhasználási módjai között találhatjuk például válságkezelési ügynökségek munkájának összehangolását, ahol a különböző szervezetek nem azonos biztonsági infrastruktúrát használnak, és fontos a hálózati kapcsolat nélküli hozzáférés, valamint tanácsadók csoportjai is gyakran használják, akiknek a biztonságot szem előtt tartva kell közösen dolgozniuk a megbízóik telephelyein. Használják még egyfajta verzió kezelési rendszerként is dokumentumok létrehozásakor, amikor a tartalmat lépésről lépésre bővítik, majd a kész verziót feltöltik egy portálra.
A SharePoint Workspacet eredetileg a Lotus Notes atyja, Ray Ozzie fejlesztette ki Groove néven, majd a további fejlesztésekért a Groove Networks volt a felelős egészen 2005 márciusáig, amikor a Microsoft felvásárolta a vállalatot.

## Példák a felhasználási lehetőségekre
A felhasználási lehetőségek skálája rendkívül széles, a következők csak szerény ízelítőül szolgálnak:
Közös naptárak vezetéseEgyszerűen követhető, melyik alkalmazott hol van éppen, mikor fog ráérni. Microsoft Office integráció eredményeképp felvehető megosztott naptárként a Microsoft Outlook programba, és a megtekintés mellett onnan közvetlenül szerkeszthető is.
Közös feladatlisták vezetéseA felmerülő feladatokat megosztott listába felvezetve az alkalmazottak magukhoz rendelhetik azokat, ily módon automatizálva a feladatkiosztást, és egyszerűsítve a követést. Szintén felvehető megosztott feladatlistaként a Microsoft Outlook programba, és a megtekintés mellett onnan közvetlenül szintén szerkeszthető.
Közös névjegyzékek vezetéseLehetővé teszi a vállalat ügyfelei és partnerei névjegyeinek közös nyilvántartását. Szintén  felvehető megosztott névjegyzékként a Microsoft Outlook programba, és a megtekintés mellett onnan közvetlenül szintén szerkeszthető.
DokumentumtárakA közös használatú dokumentumok egyszerű eléréséhez és szerkesztéséhez. A dokumentumok verziózhatók. A szerkesztési ütközések megelőzésére lehetőség van a dokumentumok kivételére, majd beadására.
FaliújságA friss hírek, bejelentések egyszerű közzétételéhez.
VitafórumA publikus fórumok mintájára a vállalaton belül biztosít egyszerű felületet az eszmecserére.
FelmérésekAdott felhasználók véleményének, elégedettségének egyszerű felmérésére.
Workflow-kSegítségével komplex munkafolyamatokat igénylő feladatok elvégzéséhez egy komplett megoldást hozhatunk létre. Pl. bejövő szervizigények kezelése, help desk ticket rendszer létrehozása.

## Korábbi verziók
A Microsoft SharePoint különböző generációi más-más néven érhetőek el. Ezek a következők:
- SharePoint Foundation, azaz az ingyenes termékvonalon:
  - SharePoint Team Services (STS)
  - Windows SharePoint Services 2.0 ( WSS 2.0)
  - Windows SharePoint Services 3.0 ( WSS 3.0)
  - Microsoft SharePoint Foundation 2010 (MSF 2010)

- SharePoint Server, azaz a kereskedelmi termékvonalon:
  - Microsoft SharePoint Portal Server 2001 (SPS 2001)
  - Microsoft Office SharePoint Portal Server 2003 (SPS 2003)
  - Microsoft Office SharePoint Server 2007 (MOSS 2007)
  - Microsoft SharePoint Server 2010 (MSP 2010)

## Fogadtatás
Ipar elemzők eltérő értékeléseket publikáltak a SharePointról. 2008 végén a Gartner csoport az ún. Magic Quadrant (mágikus kvadránsok) jelentésében három kvadránsban (Keresés, Portálok és Vállalati tartalomkezelés) az élmezőnybe helyezte a SharePointot. Elemzők kritizálták a SharePointot a megfelelően integrált fejlesztő eszközök hiánya miatt, és a komplex egyéni szoftver architektúra miatt, amely jelentősen eltér más ASP.NET-alapú web-alkalmazásoktól.
Válaszul a Microsoft 2009-ben bejelentette, hogy a Microsoft Visual Studio következő verziója javulást hoz majd ezen a téren.

## Külső hivatkozások
- A SharePoint hivatalos oldala
- A Technet SharePoint kiinduló oldala

## Fordítás
- Ez a szócikk részben vagy egészben  a   Microsoft SharePoint című angol Wikipédia-szócikk fordításán alapul.  Az eredeti cikk szerkesztőit annak laptörténete sorolja fel. Ez a jelzés csupán a megfogalmazás eredetét és a szerzői jogokat jelzi, nem szolgál a cikkben szereplő információk forrásmegjelöléseként.
- Ez a szócikk részben vagy egészben  a   Microsoft SharePoint Foundation című angol Wikipédia-szócikk fordításán alapul.  Az eredeti cikk szerkesztőit annak laptörténete sorolja fel. Ez a jelzés csupán a megfogalmazás eredetét és a szerzői jogokat jelzi, nem szolgál a cikkben szereplő információk forrásmegjelöléseként.
- Ez a szócikk részben vagy egészben  a   Microsoft SharePoint Workspace című angol Wikipédia-szócikk fordításán alapul.  Az eredeti cikk szerkesztőit annak laptörténete sorolja fel. Ez a jelzés csupán a megfogalmazás eredetét és a szerzői jogokat jelzi, nem szolgál a cikkben szereplő információk forrásmegjelöléseként.